# SN 2007ul
SN 2007ul – supernowa typu Ia odkryta 1 grudnia 2007 roku w galaktyce A020716-0442. Jej jasność pozostaje nieznana.